# Zmajevac (Zenica)
Zmajevac je uzvišenja iznad Zenice. Najviša kota je na 638 metara nadmorske visine. Nalazi se sjeverozapadno od grada. Dalje prema jugozapadu je Grm, a nešto dalje prema jugu i jugoistoku su Velika Broda, Mala Broda i Zenica. Prema narodnoj predaji, ime je dobio prema zmajevima „što vatru bljuvaše”, gdje su bivstvovali i vukodlaci. S južne strane oko Zmajevca teče rječica Kočeva.

## Geologija
Potiče iz miocena i nalazi se do aluvijalnog dijela na kojem je većim dijelom smješten grad Zenica, do uskog pojasa glavne ugljenske zone (gline, pješčenjaci i lapori), u krovinskoj vapnenačkoj zoni s krovinskim slojevima ugljena.

## Galerija
- Pogled na Zenicu sa Zmajevca 15. januara 2019. godine

## Literatura
- Dušan Popović — Momir, „Varoš Zenica sa okolinom”, Bosanska vila, br. 10, 1892.

## Spoljašnje veze
- Zenica - stare slike i pričice: Zenica - Zmajevac na sajtu